# جاكي وارتون
جاكي وارتون (بالإنجليزية: Jackie Wharton)‏ (18 يونيو 1920 في المملكة المتحدة - 2007) هو لاعب كرة قدم بريطاني في مركز الهجوم. لعب مع بريستون نورث إيند وبلاكبيرن روفرز ومانشستر سيتي ونادي بليموث أرجايل ونيوبورت كونتي وويغان أتلتيك.